# رجل آيل للسقوط (مسلسل)
رجل آيل للسقوط مسلسل مصري تم إنتاجه في عام 1991م من بطولة صلاح قابيل وليلى طاهر وهالة صدقي.

## ملخص القصة
يصور العمل مأساة رجل أغواه الشيطان وزين له طريق الانحراف فانساق وراء العديد من الأخطاء التي جرت بعضها بعضًا سعيًا وراء تحقيق أطماعه وإرضاء أهواءه وشهواته وانشغل عن رعاية عائلته التي انهارت وتمزقت وسقطالابن الأصغر فريسة للإدمان وكاد يفقد حياته ومستقبله.

## تمثيل
- صلاح قابيل[2]
- ليلى طاهر
- هالة صدقي
- حسن مصطفى
- فاروق نجيب
- راوية سعيد
- وائل نور